# Cinema pornogràfic

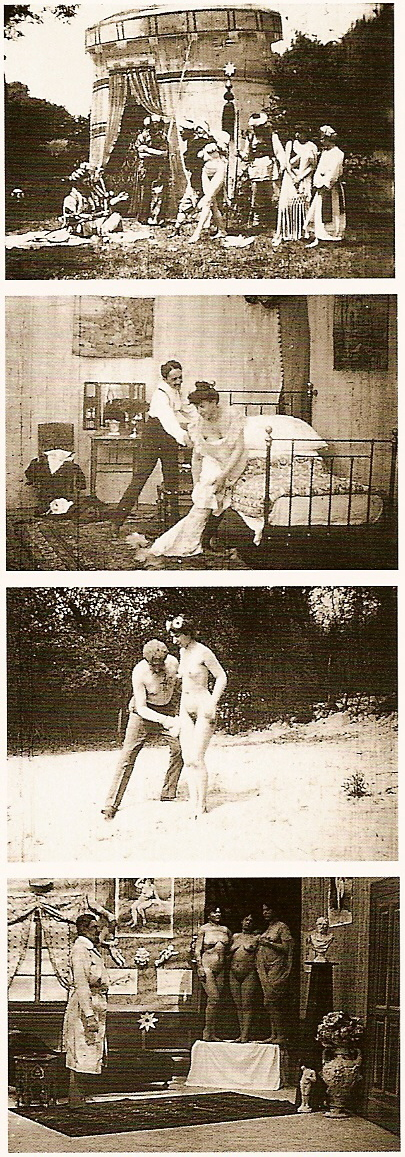
Imatges d'una pel·lícula pornogràfica gravada a Àustria el 1906.

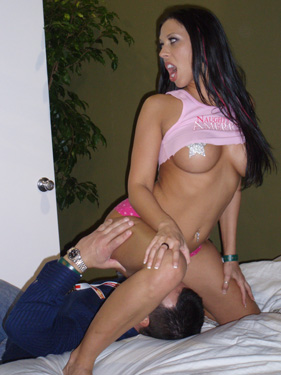
L'actriu porno Rachel Starr.

El cinema pornogràfic, com a exhibició d'actes sexuals (pornografia) a través de pel·lícules, constitueix un gènere cinematogràfic generalment marginat, que no obstant això, genera un importantíssim volum de producció i negoci especialment a la Unió Europea, els Estats Units d'Amèrica i el Japó. Els països més consumidors de cinema pornogràfic en 2022 foren els Estats Units d'Amèrica, el Regne Unit i França, amb un consum majoritàriament masculí.

## Característiques
En general, els arguments del cinema pornogràfic són pobres, ja que pràcticament només es basen a mostrar l'activitat sexual explícita. Així mostren una sexualitat molt esbiaixada respecte a com es viu el sexe en la realitat. Tradicionalment s'ha dirigit sobretot al públic masculí, tot i que últimament hi ha més producció especialment dirigida al públic femení.
Amb la finalitat bàsica de resultar un estímul sexual evident, obliden tocar a fons l'aspecte de la tendresa, les carícies i tota la riquesa de preliminars que habitualment és o hauria de ser present en les relacions sexuals corrents. Per aquest motiu han resultat més atractives per al públic masculí, pel qual els estímuls visuals tenen gran importància; el públic femení, per contra, respon més a l'erotisme i a l'afectivitat. Una altra qüestió artificiosa és l'habitual ejaculació externa, que ha de ser sempre clarament visible, fet que tampoc es correspon amb la realitat habitual.
Alguna pel·lícula, en canvi, ha estat carregada d'alta capacitat d'estimulació eròtica, sense que s'hagi qualificat de pornogràfica, com l'Imperi dels Sentits, dirigida per Nagisha Oshima. També s'han fet algunes pel·lícules pornogràfiques amb una clara finalitat educativa.

## Classificació
Les pel·lícules pornogràfiques acostumen a classificar-se segons la temàtica preferent de què tracten. Així en podem veure de relació heterosexual, transsexualitat, homosexualitat, alguna parafília, lluita en fang, sexe anal, fel·lació, masturbació, lesbianisme, orgia, bondage, gent gran, pits enormes, persones grasses, relacions sexuals interracials, asiàtiques, relacions sexuals de persones amb aspecte jovenívol, sadomasoquisme, entre d'altres i diverses combinacions de temes. Hi ha alguns films pornogràfics pràcticament monotemàtics que sovint no satisfan prou, fet que pot portar a fer-ne un consum exagerat, fins i tot a conductes addictives.
A gairebé tot el món, la seva exhibició ha estat acuradament regulada i restringida a sales especials o específiques (sales X a l'Estat espanyol, XXX als Estats Units d'Amèrica) tot i que, a partir de finals dels anys vuitanta, l'auge del vídeo domèstic i després el suport DVD l'han orientat majoritàriament al consum casolà i privat.

## Història
Anomenat popularment cinema X o simplement porno el seu naixement i consolidació com a gènere cinematogràfic projectat en sales públiques es remunta a començaments dels anys setanta, quan s'inicia l'edat d'Or del Porno. i generalment s'associa amb l'impacte produït pel film Deep Throat («Gola pregona») dirigit per Gerard Damiano l'any 1972 i interpretat per l'actriu Linda Lovelace A partir del rotund èxit assolit per aquesta pel·lícula, que va tenir un baix cost de producció, el gènere es desenvolupà a gran ritme pel que fa a la indústria nord-americana, alhora que a Europa es començaven a veure els primers films pornogràfics francesos a partir de la legalització del gènere el 1974 en aquest país.
Amb l'aparició dels gravadors de vídeo domèstics a finals de la dècada de 1970 i principis de la dècada de 1980, la indústria del cinema pornogràfic va experimentar un creixement massiu, i en 1982 la majoria de les pel·lícules pornogràfiques ja eren editades en format cinta, molt més econòmic, però molts directors es van resistir a aquest canvi per la diferent qualitat d'imatge oferta per la cinta de vídeo, però els consumidors es van decidir en massa pel nou format comportant de retruc un canvi d'hàbit de consum en traslladar les pel·lícules des de les sales de cinema a les llars de la gent, cosa que va significar la fi de l'era de produccions de gran pressupost i la pornografia d'ampli espectre. En poc temps, la indústria va tornar a les arrels i es va expandir ràpidament per cobrir qualsevol fetitxe possible, aprofitant el baix cost de producció. Es va passar de centenars a milers de pel·lícules rodades a l'any, incloent compilacions de les millors escenes sexuals de diverses produccions. El consumidor no només va passar a poder gaudir de la pornografia en el confort i la intimitat de la seva pròpia llar, sinó que a més podia triar entre un ampli catàleg per satisfer les seves fantasies i fetitxes. El mercat va canviat davant de l'empenta de canals de televisió de pagament i sobretot, d'Internet, posant el porno el tenen a l'abast d'un clic i moltes vegades gratuït.
A l'Estat espanyol les sales X no arriben fins a l'any 1984 en què es regulen pel govern socialista les normes d'exhibició de films de caràcter pornogràfic. A Barcelona s'obriren un total de nou sales X en aquell primer any. Progressivament anaren desapareixent davant l'ofensiva del vídeo domèstic que permetia el visió de les pel·lícules còmodament des de casa. Algunes d'aquestes sales barcelonines foren les del carrer Aragó (antic Cine Oriente), que fou la darrera en tancar a Barcelona, en 2004, plaça Urquinaona (antic cinema Maryland) i plaça del Bonsuccés (antic cinema Diorama 73). El darrer cinema X que va tancar als països catalans fou al carrer Cuenca, 64 de València.

## El cinema X al món

### Estats Units
El cinema X nord-americà de finals dels anys setanta va comptar amb valuoses estrelles com els actors Ron Jeremy, el superdotat John C. Holmes, John Leslie i les actrius Annette Haven, Veronica Hart, Lisa DeLeeuwe o la hispana Vanessa del Rio. Als la dècada de 1980 amb el suport del vídeo destacaren Traci Lords, Ginger Lynn, Amber Lynn i Nina Hartley per la banda femenina i Tom Byron i el cabalós Peter North per la masculina.
Amb l'arribada del nou segle actrius com la tatuada Belladonna, Juli Ashton, o la menuda Gauge, Aurora Snow i Lea de Mae han destacat als EUA en el camp del gonzo, subgènere que dona rellevància a pràctiques extremes com el sexe anal, l'A2M i dobles penetracions.

### Països Catalans
La catalana Lina Romay fou la l'actriu pionera en el cine pornogràfic als Països Catalans. El cine X català començà a tenir una producció important i continuada amb realitzadors coneguts com a Narcís Bosch i Conrad Son. Com a estrelles del porno catalanes es poden destacar María Lapiedra, Sara Bernat, Eva Morales, Anastasia Mayo i actrius amb cert prestigi internacional com l'hongaresa resident a Catalunya Sophie Evans. Com a actors destaquen Toni Ribas, Nacho Vidal i Max Cortés. El 1984 s'obriren les primeres sales X als països catalans, i algunes d'aquestes sales barcelonines foren les del carrer Aragó (antic Cine Oriente), que fou la darrera en tancar a Barcelona, en 2004, plaça Urquinaona (antic cinema Maryland) i plaça del Bonsuccés (antic cinema Diorama 73). El darrer cinema X que va tancar als països catalans fou al carrer Cuenca, 64 de València.
Les primera pel·lícula doblada al català fou Dràcula de Mario Salieri i Les exxxcursionistes calentes de Conrad Son. El primer film en català fou Catalan BDay produït per SEXART l'any 2018 i protagonitzada per Caomei Bala i Sylvan.

### Espanya
El prolífic realitzador madrileny Jesús Franco Manera, va ser un dels pioners de pel·lícules espanyoles amb actes sexuals reals i explícits a mitjan dècada dels vuitanta. Ja anteriorment havia realitzat els seus primers pornos a França i Alemanya als anys setanta. Posteriorment José María Ponce i la seva dona l'actriu María Bianco contribuïren a revitalitzar el gènere cap a començaments dels noranta. Anys després el cine X espanyol començà a tenir una producció important i continuada amb realitzadors coneguts com els germans Lapiedra, i actrius amb cert prestigi internacional com María de Sánchez (ja retirada) i Celia Blanco.
En 2008, la indústria del sexe donava feina a 2.300 persones a Espanya i facturà 420 milions d'euros i arribà a 470 milons d'euros en 2021. En 2015, el nombre de pel·lícules que apareixen anualment en el mercat espanyol se segueix mantenint al voltant de les mil, van vendre 700.000 còpies de pel·lícules pornogràfiques i se n'emeteren 1.095 per televisió a Espanya. Destacant llavors el lloc web espanyol putalocura.com dirigit per Nacho Allende amb unes 100.000 visites al dia.
En 2015, el consum de cinema pornogràfic era en ordinador i telèfon mòbil.

### Itàlia
El cinema porno italià ha tingut des de sempre una peculiaritat pròpia i un important desenvolupament a partir dels anys vuitanta. Com a actrius llegendàries han destacat especialment l'hongaresa Cicciolina (Ilona Staler), Moana Pozzi i més tard Selen Com a actors Roberto Malone i molt especialment el gran Rocco Siffredi. Pel que fa als directors cal destacar al mestre Mario Salieri i Silvio Bandinelli.

### Europa de l'Est
Després de la caiguda del mur de Berlín i dels règims comunistes prosoviètics a l'Europa Oriental, alguns dels països de l'antic bloc han esdevingut camps de llançament del nou cinema pornogràfic europeu. Entre aquests països destaca especialment Hongria, que ja a començament dels anys noranta va convertir-se en una pedrera inesgotable de producció de pornostars d'una gran bellesa física i grans prestacions davant la càmera (Sylvia Saint, Anita Blond, Anita Dark, Michelle Wild o Mandy Bright en són alguns exemples destacats). Moltes d'elles varen continuar la seva carrera als Estats Units aconseguint situar-se en els primers llocs de l'star system del cinema X nord-americà. També en menor mesura la República Txeca, Rússia i Ucraïna han produït actrius de gran èxit i rellevància dins el gènere X.

## Actualitat
A nivell mundial l'empresa MindGeek s'està fent amb el monopoli de la indústria cinemàtica pornogràfica des de l'any 2010.

## Actrius i actors
Algunes actrius porno són Sora Aoi, Michelle Barrett, Sophie Evans, Julia Ann, Lisa Ann, Leanna Heart, Traci Lords, Anna Malle, Jenna Jameson, Briana Banks, Bibian Norai, Sylvia Saint, Avy Scott, Brittany Andrews, Aurora Snow, Katsumi, Alicia Alighatti, Asa Akira, Monique Alexander, Tammi Ann, Clara Morgane, Aja i Calli Cox
Alguns actors porno són Taylor Rain, Toni Ribas, Nacho Vidal i Rocco Siffredi.